# Telle
Rijeka Telle ili Tele (sesoto: Tele, afrikaans: Telerivier ili Tellerivier) je lijeva pritoka rijeke Orange u Južnoj Africi i Lesotu.

## Tok
Rijeka izvire na 3001 metar visokoj planini Ben Macdhui. Proteže se u smjeru sjeverozapada u istočnoj Južnoj Africi i čini jugozapadnu granicu Lesota. Telle se oko 15 km zapadno od Quthinga ulijeva u Oranje. Granični prijelaz od Quthinga do Sterkspruita zove se Tele Bridge.